# Episkopat Polski
Episkopat Polski – ogół biskupów katolickich pracujących w Polsce lub, w czasach średniowiecznych i nowożytnych, ogół biskupów należących do polskiej prowincji kościelnej.
Biskupi w Polsce zrzeszają się w konferencję. Od roku 1918 ogół biskupów polskich tworzy plenarną konferencję episkopatu, a od roku 1963 biskupi pomocniczy otrzymali takie same uprawnienia, jak biskupi diecezjalni. Powstanie krajowej Konferencji Episkopatu Polski zbiegło się w czasie z wejściem w życie kodeksu prawa kanonicznego.

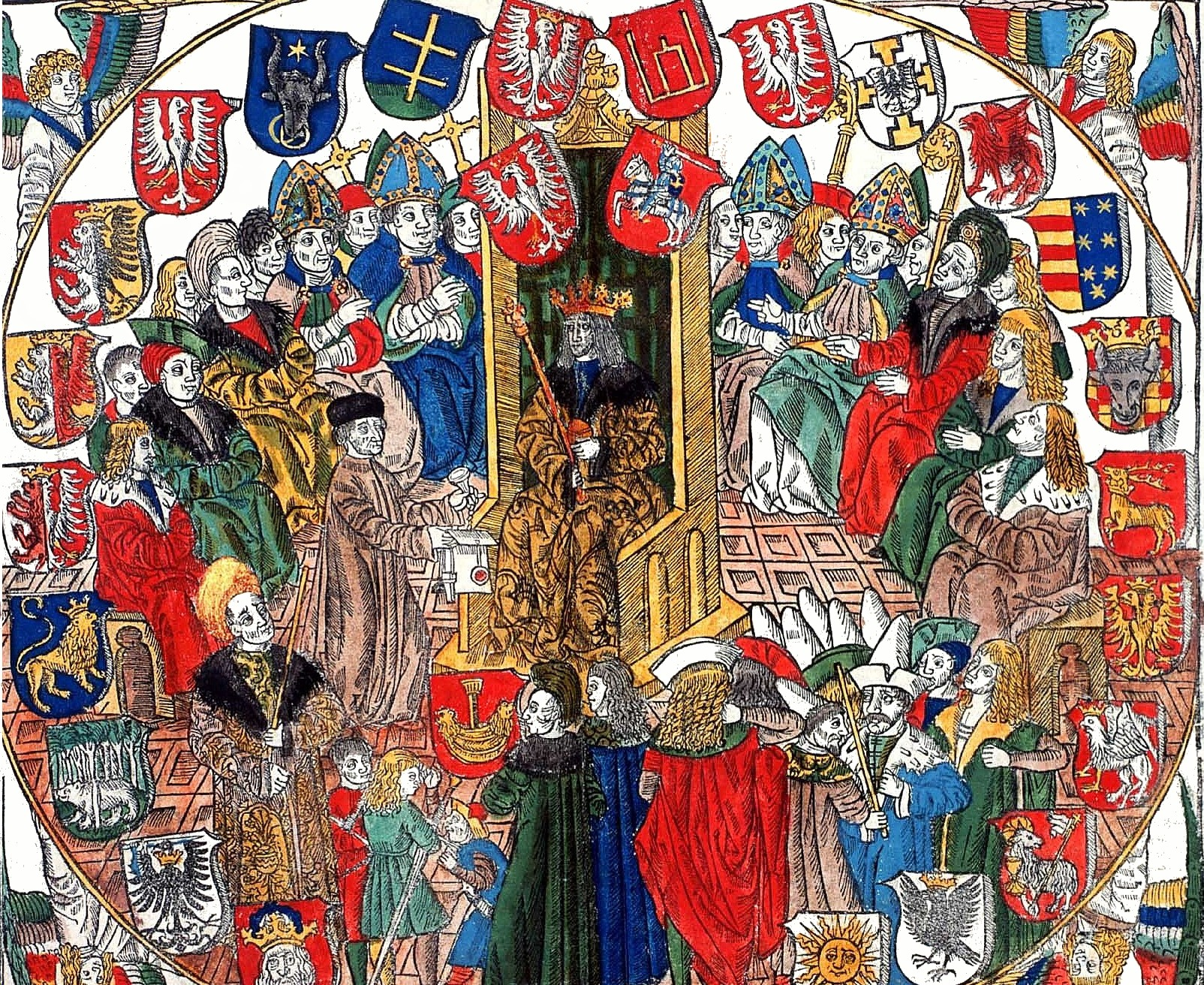
Książęta kościoła pośród Senatu i króla Aleksandra

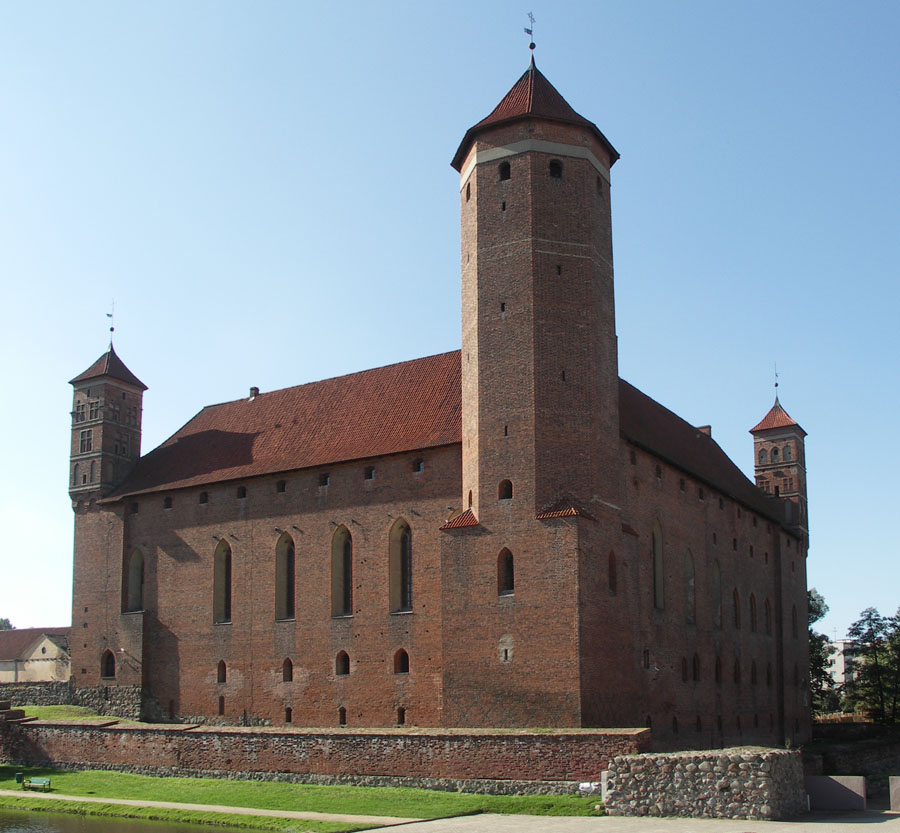
Zamek biskupów warmińskich w Lidzbarku Warmińskim

## Historia
Kościół polski otrzymał swoją organizację w roku 1000 na zjeździe gnieźnieńskim cesarza Ottona III z księciem Bolesławem Chrobrym. Przed tym okresem na obszarze współczesnej Polski istniały tylko biskupstwa misyjne niepodlegające związkowi metropolitalnemu z siedzibą władzy księcia.
W południowej Polsce po roku 850 nieznany z imienia książę pogański, silny bardzo, siedzący w Wiślech miał przyjąć chrześcijaństwo. W żywocie św. Metodego znajduje się wzmianka, że książę Wiślan po zajęciu jego kraju przez Świętopełka wielkomorawskiego, przyjął z rąk św. Metodego przed rokiem 885 chrzest w rycie bizantyjskim. Wtedy też powstać miało pierwsze krakowskie biskupstwo chrześcijańskie obrządku bizantyjskiego, wymienieni są dwaj biskupi krakowscy tego obrządku z X wieku o greckich imionach Prohor i Prokulf.
Do początku XI wieku ta część Polski należała do biskupstwa misyjnego podległego kościelnej jurysdykcji biskupa Pragi.
Pierwszymi biskupami w państwie Mieszka I i Bolesława byli biskupi niemieccy Jordan i Unger. Ustalone podczas zjazdu w Gnieźnie arcybiskupstwo podlegało początkowo arcybiskupowi magdeburskiemu i objęło prowincję kościelną z biskupami sufraganami w Krakowie, Wrocławiu i Kołobrzegu obsadzonego przez biskupa Reinberna. Po śmierci biskupa Ungera metropolia stopniowo powiększała się o biskupstwo płockie, włocławskie, chełmińskie, utraciła natomiast wpływy w biskupstwie lubuskim. Organizacja kościelna na Pomorzu nie utrzymała się długo, dopiero zwycięstwa Krzywoustego zmusiły księcia Warcisława do przyjęcia chrześcijaństwa. W roku 1209 dwaj mnisi Chrystian i Filip podjęli się misji w Prusach, wskutek czego na soborze laterańskim w 1215 papież konsekrował Christiana biskupem pruskim. Pomimo misji za panowania księcia Konrada wzmogły się wyprawy krzyżowe przeciwko Prusom, które dla obrony swych granic powołały zakon krzyżowców. Nie powiodły się również misje między Jaćwingami najeżdżającymi Mazowsze. Misji tej podjął się dominikanin Herman, który został nawet biskupem misyjnym Jaćwieży w roku 1248.
Z powodu schizmy na Rusi biskup krakowski Mateusz prosił Bernarda z Clairvaux, żeby ten prowadził propagandę „wśród schizmatyckiej Rusi”. W 1248 roku arcybiskup Pełka bezskutecznie konsekrował dominikanina Wita na biskupa litewskiego. Dominikanie polscy osiedli w Kijowie w roku 1228, lecz już w 1233 zostali z niego wyrzuceni. W tym samym czasie cysters Gerard został wyświęcony na biskupa ruskiego z siedzibą w Opatowie. Nominacja ta została oprotestowana przez biskupa lubuskiego, który wcześniej posiadał prawa do tych stron. W 1364 roku arcybiskup Janusz Suchywilk został właścicielem klucza kobylańskiego, w skład którego wchodziła Dukla i zachodnie pogranicze Rusi Czerwonej. W 1366 roku przekazał swoje dobra bratankom z wyłączeniem linii żeńskiej, ustanowił w ten sposób pierwszą ordynację na ziemiach polskich. 13 kwietnia 1377 franciszkanin Eryk z Winsen został mianowany przez papieża Grzegorza XI biskupem przemyskim i tej części czerwonej Rusi. Nominacja franciszkanina związana była z dużym udziałem tego zakonu, zdominowanego przez Niemców, w organizacji administracji tworzonej wówczas metropolii halickiej. Jej powstanie wspierał Kazimierz III Wielki, a później Ludwik Andegaweński. Dzięki jego interwencjom w Awinionie papież utworzył w 1375 roku metropolię w Haliczu, podporządkowując jej diecezje w Przemyślu, Włodzimierzu i Chełmie. W ten sposób definitywnie rozstrzygnął spory biskupów lubuskich o zwierzchnictwo nad kościołami łacińskimi na tym terenie.
Kilka wieków później do prowincji polskiej włączono biskupstwo litewskie, inflanckie oraz prowincję halicko-lwowską, a także sufraganię w Kamieniu Podolskim i Kijowie. Kościół polski po zawarciu Unii z Litwą zwalczał pogaństwo oraz wyparł z Wilna i Litwy szerzący się od wieków ruski Kościół prawosławny.
W XVII wieku odłączyło się biskupstwo wrocławskie.
Początkowo głową kościoła krajowego był arcybiskup, który zwoływał synody raz na trzy lata, konsekrował nowych biskupów, wizytował ich diecezje i dozorował kapituły. Początkowo biskupów do nominacji papieżowi przedstawiał książę lub król, jednak od XIII wieku wybierały ich kapituły. Powszechne dla episkopatu polskiego w okresie dzielnicowym było pochodzenie biskupów ze stanu rycerskiego. Z rodzin tych wywodziło się ponad 90% przedstawicieli hierarchii kościelnej. W XV wieku powrócono do starej zasady, że to król przedstawiał biskupów, a papież potwierdzał nominacje. Od roku 1417 pierwsze miejsce w episkopacie Polski przypadało Prymasowi. 8 stycznia 1440 Zbigniew Oleśnicki, jako pierwszy Polak, został wyniesiony do godności kardynalskiej, wcześniej funkcje te obejmowali w Polsce głównie biskupi niemieccy.
Do prominentnych książąt Kościoła w XVI wieku należeli Oleśnicki, Łaski, Tomicki, Krzycki, Maciejowski, Hozjusz, Kromer, Karnkowski, którzy dorównywali poziomem wykształcenia kardynałom Kurii rzymskiej. Biskupstwa polskie były nierównej wielkości i dzieliły się na archidiakonaty, te z kolei dzieliły się na dziekanaty obejmujące po kilkanaście kościołów parafialnych. Władza biskupów początkowo była ograniczona, a ich dobra, pochodzące z nadań książęcych i królewskich, podlegały wszelkim powinnościom. Po śmierci biskupa, wszystkie jego nieruchomości zwracane były władzy książęcej. Uchylenie tego prawa i zrzeczenie się władzy świeckiej do własności nastąpiło na pierwszym walnym synodzie łęczyckim w 1170 roku.
Pierwszym soborem, w którym uczestniczyli biskupi polscy był laterański z roku 1215. Zasiedli na nim arcybiskup Kietlicz oraz biskup krakowski, wrocławski, kujawski i lubuski.
Następstwo duchownych w Senacie koronnym w kolejności było następujące: pierwszeństwo miał arcybiskup, następnie biskupi krakowski, wrocławski, włocławski (kujawski), poznański, płocki, lubuski. Za panowania Kazimierza IV dostali się do Senatu arcybiskup lwowski (który zajął miejsce po gnieźnieńskim), przemyski, chełmski, kamieniecki; po roku 1466 biskupi pruscy, przy czym warmiński zasiadał po płockim, ale przed przemyskim, chełmiński po przemyskim, ale przed chełmskim. Za rządów Stefana Batorego w skład Izby wszedł biskup wendeński oraz smoleński za Zygmunta III, a także metropolita unicki w roku 1790.
W wyniku rozbiorów kościelna prowincja polska została podzielona na trzy niezależne administracje. Sześć diecezji na terenie Galicji przypadło metropolicie lwowskiemu, sześć diecezji wcielonych do Rosji podporządkowano metropolicie Mohylewa, a pięć diecezji wcielono do Prus.

### W okresie zaborów
W okresie zaborów oraz ostatnim dziesięcioleciu I Rzeczypospolitej większość biskupów opłacana była przez carycę Katarzynę II. W czasie insurekcji kościuszkowskiej skazani zostali na śmierć przez powieszenie, z natychmiastowym wykonaniem kary biskupi Józef Ankwicz, Józef Kazimierz Kossakowski oraz Ignacy Jakub Massalski. Aż do drugiej połowy XIX hierarchię kościelną ściśle wiązały z panującą administracją carską więzy społeczne i rodzinne. Wówczas do godności Prymasa Polski z nadania Katarzyny II wyniesiony został Gabriel Podolski. Kilkadziesiąt lat później Mikołaj I mianował „niepohamowanego karierowicza” Józefa Siemaszko na unickiego biskupa Wilna i naczelnego administratora Kolegium Unickiego. W roku 1875 carat uchylił oficjalnie Unię brzeską. Na obszarze Prus udało się osiągnąć swoisty kompromis z panującą władzą polityczną. Ignacy Krasicki biskup warmiński, a następnie prymas Polski, skutecznie dzielił wpływy na dworze Stanisława Augusta, jak i na dworze pruskich królów w Berlinie, gdzie gościł.
Rolę metropolii gnieźnieńskiej przejęła nowo utworzona w 1818 metropolia warszawska, której arcybiskup, na polecenie cara, został głową kościoła w Królestwie Kongresowym. Metropolie wrocławska oraz warmińska podlegały bezpośrednio Kurii rzymskiej. Po śmierci prymasa Michała Jerzego Poniatowskiego w 1794, urząd prymasowski pozostawał nieobsadzony. W latach 1806–1818 godność prymasowską sprawował hrabia Ignacy Antoni Raczyński. W latach 1818 do 1829 urząd przekazano jego następcom w Warszawie. W Galicji prymasem był arcybiskup Andrzej Alojzy Ankwicz.
Po 1918 urząd Prymasa Polski powrócił do metropolii gnieźnieńskiej.

### II Rzeczpospolita
10 lutego 1925 podpisano w Rzymie konkordat pomiędzy Stolicą Apostolska i Rzecząpospolitą Polską. Niektórzy biskupi, zwłaszcza powiązani politycznie z endecją, występowali przeciwko konkordatowi, dopatrując się w nim niedostatecznego zagwarantowania praw Kościoła. Zastrzeżenia tych biskupów dotyczyły między innymi projektowanej reformy rolnej w dobrach kościelnych, postanowień finansowych oraz zbyt małego zdaniem niektórych, wpływu Kościoła na oświatę i wychowanie. Erygowano również bullą Piusa XI Vixdum Poloniae unitas z 28 października 1925 odrębne biskupstwo katowickie (diecezję śląską) w ramach metropolii krakowskiej. Pierwszym biskupem śląskim został dotychczasowy administrator apostolski ks. August Hlond. Konkordat został ratyfikowany 30 maja 1925 roku, a dokumenty ratyfikacyjne wymieniono w Warszawie 2 czerwca 1925.
Do głównych oponentów rządzącej Sanacji należeli arcybiskupi Józef Teodorowicz, Adam Sapieha i Romuald Jałbrzykowski z Wilna oraz biskupi Stanisław Gall, Stanisław Łukomski oraz Henryk Przeździecki.

### II wojna światowa
17 września 1939 prymas Polski wraz z rządem II Rzeczypospolitej opuścili granice Polski. Uchodźczym szlakiem we wrześniu 1939 podążyli z Polski na emigrację August Hlond oraz Karol Radoński – biskup włocławski. W Kraju Warty pozostał Michał Kozal, który zmarł na tyfus jako więzień polityczny obozu Dachau 26 stycznia 1943.
Kardynał metropolita Sapieha dwukrotnie doprowadził do konferencji plenarnych episkopatu Polski Generalnego Gubernatorstwa, które odbyły się w Krakowie 5 maja 1942 roku i 8 czerwca 1943. W 1943 na konferencję do Krakowa przybyli biskupi ze wszystkich diecezji znajdujących się w granicach Generalnego Gubernatorstwa, w tym ks. biskup Teodor Kubina – biskup diecezjalny częstochowski, ks. biskup Franciszek Barda – biskup diecezjalny przemyski, bp Jan Kanty Lorek, bp Edward Komar, bp Czesław Sokołowski, bp Stanisław Rospond, bp Eugeniusz Baziak – sufragan lwowski i biskup Juliusz Bieniek. Biskupi diecezjalni warszawski, kielecki i lubelski nadesłali na konferencję swe upoważnienia do podpisania orędzia w ich imieniu. Episkopat zwrócił się do gubernatora Franka z memoriałem poruszającym ogólnie kwestię nieludzkiego traktowania Polaków wywożonych na przymusowe roboty do Niemiec, z zaznaczeniem braku dostatecznej nad nimi opieki religijnej. Do oficjalnego, długo przygotowywanego spotkania Franka z Sapiehą doszło dopiero 5 kwietnia 1944 na Wawelu, gdzie rezydował generalny gubernator.

### PRL
Godność prymasowską po 1945 zachowało trzech kardynałów: August Hlond, Stefan Wyszyński oraz Józef Glemp. Ci trzej biskupi byli zarazem metropolitami Gniezna i Warszawy. We wrześniu 1949 w okresie stalinizacji Polski przy organizacji kombatanckiej ZBoWiD powstała Główna Komisja Księży, na której czele stanęli duchowni znajdujący się w konflikcie z biskupami i działający z inspiracji MBP, względnie innych ośrodków komunistycznego aparatu władzy. 18 listopada 1965 roku polscy biskupi wysłali do niemieckiego episkopatu orędzie z okazji zbliżającego się milenium Polski, które wywołało irytację władz PRL. W roku 1978 Karol Wojtyła, zastępca przewodniczącego Konferencji Episkopatu Polski (1969-1978), został wybrany głową Kościoła katolickiego. W 2007 roku, na fali rozliczeń z komunistyczną przeszłością, przy nieukrywanej niechęci części Episkopatu, ksiądz Tadeusz Isakowicz-Zaleski w książce Księża wobec bezpieki na przykładzie archidiecezji krakowskiej pisał między innymi o kontaktach z SB biskupów katowickiego Wiktora Skworca, rzeszowskiego Kazimierza Górnego, pomocniczego gnieźnieńskiego Jerzego Dąbrowskiego oraz arcybiskupa Juliusza Paetza.

### III Rzeczpospolita
W 2017 r. biskupi skomentowali pogorszenie stosunków polsko-niemieckich. Ostrzegali kierownictwo w Warszawie, że wartość polsko-niemieckiego pojednania łatwo „utracić przez nieprzemyślane decyzje, a nawet przez zbyt pochopnie wypowiadane słowa”.